# Safe European Home
Safe European Home var en vandringsutställning som producerades gemensamt av den statliga myndigheten Riksutställningar och Arbetets museum, med stöd av Arbetslivsinstitutet. Safe European Home handlade om arbetslösheten i Europa under 1990-talet, och hur den påverkade enskilda individers identiteter, deras liv och drömmar. Turnén besökte 27 platser i Sverige under 1999 och 2000. Den visades även i Stockholms tunnelbana och på några platser utomlands.

## Bakgrund
Safe European Home hade sitt ursprung i de förändringar som drabbade Sverige och omvärlden i början på 1990-talet. Antalet arbetsösa i Sverige ökade kraftigt – fyra av tio personer i arbetsför ålder saknade sysselsättning någon gång under decenniet. Svårast att få jobb hade ungdomar i åldern 16 till 24 år. Tillväxten minskade och hela samhället påverkades, konstaterade Sveriges regering, som 1999 tillsatte en statlig utredning för att studera hur välfärden i landet hade utvecklats under 1990-talet.

Redan innan utredningskommittén startade sitt arbete konstaterade ett regeringssammanträde följande:
Utvecklingen under 1990-talet med hög arbetslöshet, besparingar i socialförsäkringar och bidrag har påverkat många människors välfärd. Samtidigt har välfärdsproblem i utsatta bostadsområden och regioner kunnat registreras. Ökad segregation medför utanförskap och riskerar att föda onda cirklar där sociala problem förstärker varandra.
Idén till projektet Safe European Home, berättade Pelle Kronestedt, kom när han befann sig på en chartersemester, när han själv var arbetslös – eller ”mellan jobb”, som han valde att uttrycka det. Han började fundera på sina arbetslösa vänners situation, samtidigt som han kom att tänka på låten Safe European Home av det brittiska bandet Clash. De arbetslösa vännerna motsvarade inte den allmänt spridda bilden av arbetslöshet, konstaterade Pelle Kroneberg.
/.../De gjorde en massa meningsfulla saker och deras vardag stämde inte alls med den utbredda uppfattningen (kanske också min egen) om arbetslösheten som ett tillstånd av tomhet. Från början fanns tanken på att göra ett projekt om arbetslöshet med en positiv attityd. Men det gick förstås inte att blunda för de mörka sidorna./.../

## Tema
Presentationen av projektet Safe European Home, konstaterade att 20 miljoner personer i slutet av 1990-talet var arbetslösa i Västeuropa. Syftet med utställningen var att skildra hur det här påverkade människor, deras självbild och tillvaro.
Projektet har som målsättning att visa hur man som europé skapar sin identitet utan ett vanligt arbete – i en tid då yrkestiteln bestämmer personligheten. När det inte finns yrken för alla./.../Dokumentären ska visa den nya arbetslöshetskulturen.
Den huvudsakliga målgruppen, enligt projektpresentationen, var de arbetslösa inom EU-området med syfte att få dem att känna samhörighet med varandra. Målgrupp nummer två var bland annat politiker, ekonomer, arbetsförmedlare, personalchefer och organisationer och myndigheter inom EU. Safe European Home skulle starta en debatt bland dem, var det tänkt. För utställningspubliken i Sverige var den utsedda målgruppen den lokala arrangörernas fasta publik och ungdomar, men även arbetslösa som grupp och personer som arbetade med arbetslöshetsfrågor, personal på arbetsförmedlingar, fackföreningar, politiker och journalister.

Så här skrev Anders Lindh och Ann Folin för Arbetets museum och Magnus af Petersens för Riksutställningar i förordet:
Med utställningen Safe European Home vill Arbetets museum och Riksutställningar bidra till debatten kring en av vår tids viktigaste samhällsfrågor – arbetets och arbetslöshetens villkor. Vågar vi se arbetslösheten i vitögat? Vågar vi diskutera ett samhälle där det inte finns arbete till alla? Kommer vi att acceptera att människovärdet inte är beroende av vad vi presterar, utan enbart utgår ifrån att vi är människor med lika värde och rättigheter? Hur kan vi fokusera på att hitta lösningar på de problem som existerar, istället för att sopa problemen under mattan? När vi inte längre formulerar och diskuterar idéerna om människovärdet dör det humanistiska samhället och penningen blir alltings mått.

## Produktion
Safe European Home producerades 1998 efter en idé av Pelle Kronestedt, som också var initiativtagare till projektet. Vintern 1999 sattes utställningen ihop av Riksutställningar och Arbetets museum. Innehållet bestod av 350 av Pelle Kronesteds fotografier med tillhörande texter från intervjuer med 15 arbetslösa i lika många EU-länder. Varje person skulle få en egen skärm där de arbetslösas vardag och deras funderingar kring livet visades och beskrevs i bild och ord. Texterna hade sammanställts av etnolog Sören Strömbom.
Safe European Home marknadsfördes med betoning på det visuella uttrycket som beskrevs som ”ungt” och ”spännande”. Innehållet skulle vara angeläget och aktuellt, men också lätt att förstå och ta till sig. Trots det allvarliga ämnet var producenterna angelägna om att undvika känslan av ”tyngd” och ”tråkighet”. Bilderna i Safe European Home betecknades, av utställningsproducenterna, som en ny dokumentär stil inom fotografin, med beröringspunkter inom samtida modefotografi, film och video. Det fanns även en beredskap för att utställningen kunde uppfattas som radikal och provokativ och möta kritik, eftersom bilderna hade influenser av modevärldens kontroversiella begrepp ”heroine chic”. ”Vi vill att utställningen skapar debatt”, konstaterade marknadsplanen för Safe European Home.

### Flera versioner – en på 19 stationer
Målsättningen var att tillverka två exemplar av utställningen, för att kunna erbjuda den lokala arrangörerna två storleksalternativ.
- Den större utställningen krävde en golvyta på cirka 100 kvadratmeter och var avsedd för visning på länsmuseer, konstmuseer, kulturhus, konsthallar och andra typer av arrangörer, som kunde erbjuda ett tillräckligt stort utrymme. Den monterades på 16 skärmar, som var 200 centimeter breda och 140 centimeter höga – en skärm för varje arbetslös och land och en för presentation av projektet. Till utställningen producerades också en utställningskatalog, en affisch (50 gånger 70 centimeter) och vernissagekort (248 gånger 105 millimeter).[13][14]

- Den mindre versionen, cirka 20 kvadratmeter golvyta passade i mindre lokaler, exempelvis skolor, bibliotek, folkets hus, arbetsförmedlingar, eller olika offentliga lokaler för arbetslösa.[13]

En annan version producerades för Stockholms tunnelbana. Utställningens bilder och texter redigerades så att de skulle passa tunnelbanans befintliga reklamplatser, så kallade stortavlor. Safe European Home planerades att visas under tre veckor på 19 stationer i Stockholms innerstadsområde. Visningen skulle ske på 240 reklamtavlor med måtten 2,1 gånger 3 meter. Under utställningsperioden räknade producenterna av utställningen att den skulle exponeras för omkring 1,5 till 2 miljoner resenärer. Projektet koordinerades och projekterades av Hatte Stiwenius.
Utställningskatalogen bestod av en 40-sidig tidning med dagspresskänsla. Katalogen var kvadratisk i utförandet, ungefär i storlek som ett LP-fodral. Innehållet bestod av Pelle Kronestedts dokumentärfotografier kompletterade med dokumentära texter där 15 arbetslösa i lika många länder fick berätta om sig själva och sin situation i slutet av 1990-talet. 13 av de intervjuade och fotograferade var under 20 år och den äldsta var 58 år gammal.

De fakta som Pelle Kronestedt presenterade byggde på uppgifter från Eurostat, EU:s statistikorgan, baserade på mätningar av arbetslöshet under juni månad 1997. De intervjuade och fotograferade personerna hittades genom databassökningar i de olika EU-länderna. Urvalet baserades på statistik för arbetslöshet. Målet var att hitta ett medelvärde – ”den typiske arbetslöse” – för att sedan slumpvis välja ut 15 personer som ville medverka i projektet. Resultatet kallade Pelle Kronestedt en visuell studie kompletterad med texter, ”en subjektiv samtidsdokumentation av personliga livsöden som annars göms i statistiken”.
Vår tid har börjat att slå sönder den industriella revolutionens grundstenar: ökad produktivitet betyder inte längre att fler människor anställs. ”Arbets-kris” har blivit det ”normala” stadiet i en digitaliserad och global ekonomi. Och vi accepterar att det inte finns arbete för alla. Allt fler människor i västvärlden har aldrig haft ett arbete och vi måste därför ändra vårt sätt att betrakta arbete/arbetslöshet./../När det inte finns jobb för alla, kan arbetslöshet bli ett naturligt alternativ, en livsstil.
Nedslagen gjordes på följande platser, hos följande personer, redovisade i den ordning de kom i katalogen:
- Antwerpen, Belgien: Cindy, 19
- Köpenhamn, Danmark: Louise, 19
- Tammerfors, Finland: Sampa, 16
- Paris, Frankrike: Delphine, 19
- Kastoria, Grekland: Angeliki, 18
- Eindhoven, Holland: Vivian, 16
- Dublin, Irland: Claire, 16
- Rom, Italien: Eva, 19
- Differdange, Luxemburg: Helena, 17
- Lissabon, Portugal: Vanda, 19
- Deltebre, Spanien: Georgina, 16
- Leeds, Storbritannien: Stuart, 16
- Stockholm, Sverige: Micke, 21
- Berlin, Tyskland: Kiki, 58
- Wien, Österrike: Marketa, 19[19]

### Arbetslöshetens röster
Cindy, 19, Antwerpen:
/.../Jag har varit arbetslös i några månader nu./.../Det bästa är att jag kan rida varje dag och att jag träffar mina vänner mer. En del är arbetslösa så vi åker in till stan och fikar eller går på bio. Vi är ute och partar mycket också. Ofta är jag inte hemma innan elva på förmiddagen. Mina föräldrar säger inget, men dom accepterar det inte – dom lever kvar på sjuttiotalet./.../I framtiden kanske jag kan starta eget. Parfymeri. Nu är jag alldeles för ung för det. Eller så vill jag bli ridande polis. Det skulle vara perfekt. Jag kan hjälpa folk och får jobba med hästar. Mina föräldrar bara skrattar när jag säger det./.../Nu vill jag bara parta, resa, möta nya människor. Jobba, det vill jag bara göra någon gång ibland. När jag är trettio kommer jag inte att gå ut varje kväll, det blir annorlunda då. Men nu – nu är meningen med livet att åka på semester, festa och umgås med sina vänner.
Louise, 19, Köpenhamn:
/.../När jag gick i grundskolan jobbade jag extra på en shippingfirma, sen dess har jag varit arbetslös till och från. Jag fortsatte aldrig på gymnasiet. Jag hade ingen lust. Antar att jag inte är nån studietyp./.../Många av mina vänner pluggar, andra jobbar på dagarna, så man sover hela veckan och vaknar först framåt helgen. Då går man ut. Ibland går man ut i veckan också. Det är lätt att det går i stå och så kommer man inte ur det. Allt är bara samma, samma. Jag har haft sådana perioder./.../Det är tungt ekonomiskt ibland, men mina föräldrar hjälper mej ganska mycket, betalar hyran till exempel, och så har jag en stor kortkredit. Annars hjälps man åt vänner emellan med pengar och så./.../Jag har inte så många intressen, men jag vill hitta ett kul jobb. Det ska inte vara för långa arbetstider för jag vill ha tid att resa. Jag har alltid rest mycket med mina föräldrar och det vill jag kunna fortsätta med. Man måste ju göra det man verkligen vill, meningen med att vara här måste ju vara att leva och ha skoj.
Sampa, 16, Tammerfors:
/.../Jag slutade skolan förra året. Mina betyg var för dåliga, så jag har försökt läsa upp dom på kvällskurs under det här året. Kanske läser jag sociologi till hösten, om jag kommer in. Jag vet inte./.../Jag har aldrig prövat att jobba, utom förra sommaren. Då satt jag och kollade om fakturanumren var rätt införda på en dator. Det var jättetråkigt. Jag är en drömmare och det tog drömmarna ifrån mej./.../Kommer jag inte in till hösten blir jag nog deppad. Ingen skola, inget jobb, inga pengar. Dom pengar jag har nu får jag av morsan och farsan. Om jag bara tjänar egna pengar kan jag göra vad jag vill och slipper gräla med dom./.../Musk är mitt stora intresse./.../Kanske kunde jag skriva mer låtar, men ofta är jag lite lat. Jag sover länge på dagarna och sen sätter jag mig framför TV:n och väntar på att mina polare ska komma hem från skolan./.../Man hoppas ju att man nån gång ska kunna få ett heltidsjobb så man kan skaffa familj. Att få barn som bär ens namn vidare – det är liksom meningen med livet.
Angeliki, 18, Kastoria:
Förra året gick jag ur skolan. Jag hade varit ganska uttråkad på det och skolkat en del så mina betyg var inte så höga./.../Jag ska försöka med Proficiency i engelska nästa vår. Det här året kommer jag inte att ha lektioner så jag pluggar när jag vill./.../Ibland hjälper jag till på pappas jobb. Jag jobbade där förra sommaren, med bil- och brandförsäkringar./.../Jag måste bort härifrån. Alla mina vänner har flyttat för att studera, en del av dom utomlands. Mitt liv är ganska tråkigt nu. Ibland joggar jag runt sjön på morgonen, jag pluggar och lånar böcker på biblioteket./.../Jag vill inte vara beroende längre, jag vill kunna betala för mig själv./.../Om du inte har nåt att göra så förlorar du livsgnistan./.../Drömmen vore att bli stridspilot, flyga F-16. Det skulle ge styrka, makt, spänning och allt det där, men det kommer aldrig att bli verklighet eftersom dom inte tar in kvinnliga piloter vid flygvapnet./.../Meningen med livet är lycka, det är lätt att säga, men hur ska man uppnå det?
Claire, 16, Dublin:
Jag hoppade av skolan när jag var fjorton, så nu försöker jag göra det klart på Youth Reach. Man går där från måndag till fredag, det är för dom som hoppat av skolan och inte jobbar. Man får en utbildning, ett slutbetyg och så hjälper dom till med arbetslivserfarenhet./.../Jag skulle gärna bli flygvärdinna eller jobba med datorer eller hästar kanske.../.../säger man att man är från Ballymun kan det vara svårt att få nåt. Dom flesta här är ju arbetslösa, dom bryr sig inte ens om att söka utan säljer droger istället./.../Vi som går på Youth Reach tänker att det är vårt arbete. Vi får lite pengar varje vecka om man varit där alla dagar. Jag klarar mej på det. Morsan och hennes sambo betalar hyran och maten./.../Jag vill inte vara arbetslös i framtiden. Jag ska jobba. Inte som morsan. Hon går på bidrag och sover hela dan för att sen komma upp och klaga på att ingen städat. Jag hoppas inte jag ska bli sån./.../Det gäller att ha vassa armbågar, stå på sej och inte svikta när man blir arbetslös.
Eva, 19, Rom, mamma till två barn:
/.../Barnen tar för mycket tid för att jag ska kunna ge mej ut och jobba, men även innan jag fick barn var jag arbetslös. Jag kunde hitta svartjobb, men inget riktigt arbete och när jag blev gravid ville ingen anställa mig. Jag är utbildad frisör och jobbade tidigare inne i Rom. Jag har jobbat på tre olika salonger. På mitt första jobb tvingade situationen mej att sluta./.../På det andra stället var det ännu värre. Jag gick på prov en vecka utan lön, sen skickade chefen iväg mej utan förklaring. Efteråt fick jag reda på att han satt det i system. För att få ett legalt jobb behöver man vänner som hjälper en in. Sen blev jag gravid.../.../Ibland tittar jag i tidningen, och ringer på dom jobb som verkar intressanta, men för tillfället letar jag inte så aktivt eftersom både min pappa och syster jobbar. Mamma behöver min hjälp. Jag kan inte lämna henne ensam med barnen, men jag försöker komma tillbaka till det vanliga livet. Söka jobb och hitta en dagisplats./.../
Stuart, 16, Leeds:
Jag har haft två jobb efter skolan, men nu är jag arbetslös igen./.../Mina betyg var helt okej. Det är inte det som är problemet – jag vill jobba./.../När jag gick i skolan gjorde jag mitt bästa. Jag brukade gå tillbaka dit på kvällarna för att jag ville lära mej allt om datorer. Det kan jag inte längre, och jag har inte råd att skaffa nån heller./.../Jag vill jobba i ledningen så att jag får användning för min språkliga förmåga. Kontor, datorer, kostym och slips. Det skulle passa mej fint. Arbete betyder självständighet, pengar, att du har ett liv. Man behandlas så annorlunda om man har ett arbete att gå till./.../Det enda som är bra med arbetslöshet är att man kan göra allt man vill, det dåliga är att man inte har råd att göra det./.../På ungdomscentrum hjälper dom en med kontakter. Jag är beredd att jobba hårt för en lärlingsplats, men det ironiska är att dom vill ha nån som redan kan jobbet. Det retar mej, för hur ska man kunna nåt om ingen lär en./.../Det gäller att hitta nåt snabbt, för snart slutar skolorna och då är jag bara en av tiotusentals som söker jobb./.../
Kiki, 58, Berlin:
Jag hade varit flygvärdinna i trettiotre år när jag blev av med jobbet./.../Dom ville minska antalet anställda såklart, speciellt dom äldre. Vi hade en vecka på oss att acceptera avgångsvederlaget eller inte./.../Jag fick arbetslöshetsunderstöd och nu måste jag klara mej två år till på det jag sparat. Sen får jag min pension./.../Jag trodde att jag alltid kunde vara säker på mitt jobb, men tiderna är annorlunda nu. Besöken på arbetsförmedlingen är det mest förnedrande./.../Det är som om man vore kriminell, lat och obegåvad. Allt på en gång./.../Jag har det bra, men det är många andra arbetslösa som är nästan fattiga. Många unga har ingen chans att få jobb eller så får dom jobb med en lön sämre än bidragsnormen./.../Visst kan jag tänka mig att arbeta lite, men det får inte ta för mycket av min fritid./.../Visserligen har jag tvingats dra ner på min standard, men jag njuter verkligen av livet och är tacksam över att jag kan leva som jag gör för egentligen saknar jag ingenting. Det viktigaste är ändå att känna sej tillfreds med sin omgivning, jag tror hela ens självkänsla bygger på det./.../
Marketa, 19, Wien:
/.../När jag var fjorton hoppade jag av skolan, eller jag blev avstängd. Jag hade precis börjat igen när jag blev utsparkad. Det har varit lite olika jobb efter det. Jag har jobbat som servitris, på ett kafé och jag har suttit barnvakt./.../Det har bara varit svartjobb, men det är okej. Det är ju mer pengar när man inte betalar nån skatt och man kan ha bidrag samtidigt. Sen har det också varit struligt med massa annan skit dom sista åren, det är först nu som jag har kommit igång igen. Trädgårdsarbete, några dagar i veckan. Det är en kurs genom arbetsförmedlingen./.../Jag har varit på några anställningsintervjuer. En av dom var i en parfymaffär. Det funkade inte så bra. Det var en gammal dam, hon tittade bara på mina tatueringar och frågade aldrig vad jag kunde./.../Sen var det ett kontorsjobb, fast dom tittade bara på pappren. Det är ju klart, det är många arbetslösa nu, så dom kan ju välja vem dom vill. Egentligen vet jag inte vad som är viktigt i livet. Jag vill ha kul nu, eftersom jag saknar framtid./.../

### Produktionsgruppen
- Idégivare, initiativtagare, fotograf: Pelle Kronestedt
- Katalogtext: Sören Strömbom
- Projektledare: Magnus af Petersens (Riksutställningar), Ann Follin (Arbetets museum)
- Utställningsformgivare: Karl-Gustav Jönsson (Riksutställningar)
- Utställningstekniker: Karl-Gustav Jönsson (Riksutställningar), Anna Mazetti-Nissen (Riksutställningar), Conny Bohman (Riksutställningar)
- Grafisk form: Hans-Henrik Dyrved (Branded Design, Köpenhamn)
- Digital bildbehandling: Jeanette Andersson
- Teknisk rådgivning: Hatte Stiwenius
- Bildredigering: Peter Norrman, Martin Högström
- Översättning: Peter Hogan
- Turnéläggning: Anna Carsén (Riksutställningar)
- Presskontakter: Eva Koscis (Riksutställningar), Helena Ljung (Arbetets museum)[1]

## Turné
Turnén för den stora versionen av Safe European Home varade mellan 1999-03-17 och 2000-11-26. Vernissagen hölls 17 mars 1999 på Arbetets museum i Norrköping och visades sedan där till och med 16 maj samma år. Den lilla versionen visades mellan 1999-04-23 och 2000-11-24. Under sina resor i Sverige färdades Safe European Home på någon form av biltransport.
Safe European Home visades i sina båda versioner på 23 platser i Sverige och 4 platser utomlands. För detaljer se den slutliga turnéplanen nedan.
Upplösning av den stora versionien av utställningen föreslogs från och med 2000-11-27. Motiveringen till förslaget var att utställningen hade blivit för gammal eftersom arbetslöshetsstatistiken i den hade blivit inaktuell. De 15 fotokollagen, monterade på skivor, skulle lämnas tillbaka till Pelle Kronestedt, textskärmarna kasseras och transportlådorna återanvändas. Kataloger och affischer skulle erbjudas Pelle Kronstedt och Arbetets museum, kvarvarande vernissagekort kasseras.

### 1999

#### Safe European Home, stor version
- Norrköping, Arbetets museum 17/3-16/5.
- Uppsala, Miljötorget 21/5-20/6.
- Helsingfors, Finland, Finlandiahuset 29/6-2/7.
- Västerås, Aros Congress Center 2/8-6/8.
- Falun, Dalarnas museum 14/8-12/9.
- Visby, Gotlands konstmuseum 19/9-17/10.
- Ronneby, Kulturcentrum, Massmanska kvarnen 23/10-21/11

En specialversion visades hösten 1999 på Mois de la Photo i Montreal, Kanada, och på Fotomässan i Göteborg. En annan specialversion visades i Stockholms tunnelbana 31/7-20/8 samma år.

#### Safe European Home, liten version
- Helsingborg, Sundsgårdens folkhögskola 23/4-11/5
- Gävle, Kom-Vux 17/5-30/5
- Sunne, Arbetsförmedlingen 4/6-27/6
- Sollentuna, Bergendal kurs & konferens 23/8-27/8
- Ludvika, Brunnsviks folkhögskola 3/9-4/9
- Uddevalla, Uddevalla stadsbibliotek 13/9-26/9
- Tammerfors (Fotofestival), Finland, Arbetarnas centralmuseum 1/10-31/10
- Luleå, Folkbiblioteket 8/11-21/11
- Lerum, Lerums bibliotek 29/11-12/12[3]

### 2000

#### Safe European Home, stor version
- Stockholm, Kulturhuset 4/2-19/3
- Akalla, Kista kompetenscenter 18/9-1/10
- Sundsvall, Kulturmagasinet 6/10-26/11[3]

#### Safe European Home, liten version
- Köping, Köpings museum 15/1-30/1
- Skoghall, Arbetsförmedlingen 7/2-20/2
- Ludvika, ABF 28/2-12/3
- Nödinge, Ale gymnasium 1/5-14/5
- Rotterdam, Nederländerna, Nederlands foto institut 20/7-20/8
- Köpenhamn, Danmark, Arbejdermuseet 26/8-10/9
- Eskilstuna, Eskilstuna stads- och länsbibliotek 18/9-1/10
- Malmö, Malmö stadsbibibliotek 7/10-24/11[3]

## Reaktioner
LO-tidningen, nr 11, 1999-03-26:
Statistikens siffror om arbetslösheten hör vi med jämna mellanrum. I Sverige saknar 435 000 människor jobb och i hela Europa finns ungefär 20 miljoner arbetslösa. Men vilka är människorna bakom siffrorna? Fotografen Pelle Kronestedt gav sig ut i Europa för att möta några av dessa människor, prata om deras drömmar och deras vardag och fånga glimtar av deras liv i bilder. Han ville sätta sig in i hur det går till att hitta en identitet utan arbete – i en tid när yrkestiteln betyder alltmer./.../Pelle Kronestedt blandar reklamens bildspråk och MTV:s rytm med en mera traditionell dokumentär känsla. Han säger sig vilja skapa i gränslandet mellan stillbild och film. – Det här är propaganda, precis som all reklam är propaganda. Jag har gjort ett fotografiskt debattinlägg för att få igång en diskussion om synen på arbete, säger Pelle Kronestedt. I ett år har han arbetat med fotoutställningen, som nu finns på Arbetets museum i Norrköping, men kommer att vandra vidare runt landet genom Riksutställningar. Därefter ska den visas i Europa. Pelle Kronestedt har personliga utlägg på 150 000 kronor som han inte fått någon ersättning för och han har heller inte kunnat ta ut någon lön./.../– I västvärlden idag har vi råd att ha ett visst antal arbetslösa och jag tror att vi kommer att få leva med en hög och växande arbetslöshet. När tillväxten ökar, ökar inte antalet anställningar, säger Pelle Kronestedt.
Upsala Nya Tidning, 1999-05-22:
”16-årige Stuart i Leeds är en av de arbetslösa vars liv skildras i fotoutställningen Safe European Home som öppnades i Uppsala på fredagen./.../Bilderna visar såväl miljön där de arbetslösa bor, men också hur de lever, saker som är speciella just för dem. Där finns den dansande 58-åriga tyska före detta flygvärdinnan. Där finns 16-åriga Claire i Dublin som flyttat tillbaka till sina biologiska föräldrar som bor i ett av Dublins mest nerslitna områden. Det som slår en är att det är så många kvinnor som är de statistiskt typiska arbetslösa. Bara i Sverige, Finland och Storbritannien är det  män. Alla utom den tyska före detta flygvärdinnan är unga./.../
Vi, 1999-06-10:
/.../Jag fick ett mejl häromdagen från Georgina. Hon har kommit i väg till Barcelona och frisörutbildningen nu, säger Pelle Kronestedt./.../Georgina är 1 av de 15 representanter för EU:s arbetslösa som fotograf Pelle Kronestedt för oss samman med i sin utställning ”Safe European Home”./.../deras ålder och kön stämmer med typvärdet (det vanligast förekommande värdet under mätperioden) för arbetslösa  i respektive land./.../– Jag utförde ett nästan polisiärt arbete i jakten på folk som ville ställa upp, säger han./.../– Den första som motsvarade typvärdet och sa ja fick vara med, mer vetenskapligt än så jobbade jag inte. Först djupintervjuades Georgina, Kiki och de andra av etnologen Sören Strömbom, som har skrivit texterna i utställningskatalogen. Sedan följde Pelle Kronestedt dem i snitt tre dagar med kameran, de visade upp sina liv i koncentrat/.../”

## Ekonomi
Den totala kostnaden för produktion och marknadsföring av de två versionerna av utställningen Safe European Home beräknades till 405 000 kronor. Av den summan betalade Arbetets museum 150 000 kronor. Riksutställningar betalade 100 000 kronor och bidrog med 50 000 kronor i form av teknikerarbete. Ett bidrag på 50 000 kronor till produktionsbudgeten kom från Arbetslivsinstitutet. Slutfinansiering av projektet skulle ske genom att söka externa medel.
Mer än dubbelt så mycket kostade specialversionen för Stockholms tunnelbana, enligt en reviderad budget 2000: totalt 895 500 kronor. I den summan ingick bland annat kostnader för visningsutrymmet på 240 tavlor i tunnelbanan: 350 000 kronor.
Hyran för den lokala utställaren av Safe European Home var mellan 5 000 och 20 000 kronor, beroende på hur lång period det rörde sig om och var utställningen skulle visas, med tanke på avstånd dit.

### Turnébudget

#### 1999
- Stora versionen Safe European Home: 41 000 kronor.
- Lilla versionen Safe European Home: 50 000 kronor.
- Reserv för renovering och andra åtgärder: 19 000 kronor
- Totalsumma: 100 000 kronor.
- Förslag till kostnader för hyra av Safe European Home: 12 000 kronor för den stora versionen i fyra veckor, 2 000 kronor för den lilla versionen i två veckor. Tillkom gjorde moms och kostnaden för frakt i en riktning.[30](22)

#### 2000
- Stora versionen Safe European Home: 22 000 kronor.
- Lilla versionen Safe European Home: 32 000 kronor.
- Reserv för renovering och andra åtgärder: 26 000 kronor
- Totalsumma: 80 000 kronor.[37]